# Polizeigewalt in Bayern
Dieser Artikel befasst sich mit Statistiken und Einzelfällen von mutmaßlicher Polizeigewalt in dem Bundesland Bayern.

## Landesweite Statistik
In den 2010er Jahren gab es pro Jahr rund 130 Anzeigen wegen Körperverletzung im Amt. Beim BLKA, Dezernat 13 (Amtsdelikte), gingen 2011 „1750 Beschwerden über Polizeibeamte“ ein.
Die vom Bayerischen Unterstützungskommando ausgeübte Gewalt war Thema in verschiedenen Presseberichten und Verfahren.
Im Zuständigkeitsbereich der Polizeiinspektion Rosenheim gab es mehrere Vorkommnisse, die in den Medien thematisiert wurden, ebenso im Zuständigkeitsbereich der Polizei München. Vor allem der Fall einer Frau, der vorgeblich aus Notwehr von einem Polizisten mit der Faust ins Gesicht geschlagen wurde, wurde in vielen Medien aufgegriffen und im Bayerischen Landtag diskutiert.
Ebenfalls viel Aufmerksamkeit erregte 2009 der Polizeieinsatz in Regensburg, der zum Tod von Tennessee Eisenberg führte.
| Jahr | Anzeigen wg. Gewaltausübung oder Aussetzung 1 | Anzeigen wg. Zwang und Missbrauch im Amt 1 | Anzeigen wg. Körperverletzung im Amt 2 |
| ---- | --------------------------------------------- | ------------------------------------------ | -------------------------------------- |
| 2010 | 224                                           | 256                                        | rund 130rund                           |
| 2011 |                                               |                                            | rund 130rund                           |
| 2012 |                                               |                                            | 151                                    |

## Einzelfälle
Im Polizeipräsidium Schwaben Nord gab es 2012 17 Vorwürfe wegen Körperverletzung im Amt gegen Polizisten, die zu Strafverfahren führten. Von diesen wurden 14 eingestellt, drei waren Anfang April 2013 noch nicht abgeschlossen.
| Datum              | Vorfall | Bewertung |
| ------------------ | --- | --- |
| 30. April 2009     | Am 30. April 2009 wurde Tennessee Eisenberg in Regensburg bei einem Polizeieinsatz erschossen. Die Umstände des Todes wurden verschiedentlich begutachtet. | Klage der Eltern letztinstanzlich abgewiesen. |
| 7. Oktober 2010    | Am 7. Oktober 2010 wurde ein Mann in Aschaffenburg von zwei Polizisten einer allgemeinen Verkehrskontrolle unterzogen. Nach Angaben seiner Frau wollte diese die Namen der Polizisten erfragen, wurde aber angeblich bei der Nachfrage nach den Vornamen von den Polizisten geschlagen, mit Handschellen gefesselt, mit dem Streifenwagen zur Wache gebracht und dort über den Boden geschleift und durchsucht. Auch sei es ihr nicht erlaubt worden, einen Anwalt anzurufen. Die Staatsanwaltschaft Aschaffenburg ermittelte gegen die Polizisten und stellte die Ermittlungen später ein. | Ermittlungen eingestellt. |
| 13. November 2010  | Am Hauptbahnhof München wurde am 13. November 2010 ein Mann von einem Polizisten am Hals gepackt, was zu einem Bluterguss am Kehlkopf führte, in eine Zelle gebracht und aufgefordert, sich für eine Drogenkontrolle auszuziehen. Auf Antrag der Staatsanwaltschaft wurde ein Strafbefehl à 90 Tagessätze erlassen, gegen den der Polizist Einspruch erhob, weshalb der Fall vor dem Amtsgericht verhandelt wurde. Dort wurde er zu 120 Tagessätzen à 60 € verurteilt. | Geldstrafe |
| 15. November 2010  | In Pfaffenhofen am Inn (zu Schechen) kam es am 15. November 2010 zu einer Auseinandersetzung zwischen Bewohnern eines Hauses und Polizisten, als Polizisten nach einem Bewohner suchten. Der genaue Verlauf der Auseinandersetzung ist unklar; Polizei und Bewohner warfen sich gegenseitig aggressives Verhalten vor. Die Bewohner – darunter ein pensionierter Polizist und dessen Familie – stellten Strafanzeige gegen die Polizisten, weil sie von ihnen misshandelt worden sein sollen. Die beteiligten Bewohner wurde wegen Widerstands gegen Vollstreckungsbeamte angeklagt, weil sie die Polizisten behindert und einen Polizisten verletzt haben sollen. Die Strafanzeige gegen die Polizisten wurde zurückgenommen, der Prozess gegen die Bewohner eingestellt. | Strafanzeige zurückgezogen. |
| 3. März 2011       | Am 3. März 2011 entzog sich in Passau ein Fahrradfahrer einer Verkehrskontrolle. Über den Verlauf der weiteren Geschehnisse, bei denen der Mann und ein Polizist verletzt wurden, gibt es unterschiedliche Versionen: Wie Gisela Friedrichsen für den Spiegel schreibt, gab einer der Polizisten vor Gericht an, dass sich der Mann mit dem Fahrrad entfernen wollte, er den Mann festhielt, der Mann gegen einen Ampelmasten fuhr und beide umfielen. Einer der Polizisten sagte, er habe den Mann vom Fahrrad gehebelt. Einer der Polizisten sagte, dass der Mann zu Fuß habe flüchten wollen. Eine Passantin sagte aus, der Mann sei auf den Boden geworfen worden und später mit Wucht in den Streifenwagen. Der Mann sagte, er sei mit Wucht auf den Boden geworfen worden. Auch im Hof der Polizeiinspektion sei er auf den Boden geworfen worden. Einer der Polizisten sagt aus, der Mann habe sich fallen lassen. In der Antwort des Bayerischen Staatsministeriums des Innern auf eine Anfrage der Grünen heißt es, dass der Mann und damit der Polizist, der ihn fixierte, aus dem Gleichgewicht kamen und beide nach vorne stürzten. Seine Blutalkoholkonzentration wird mit 1,3 bis 1,38 Promille angegeben. Ein Rettungssanitäter und ein Arzt nannten den Zustand des Mannes „sehr aggressiv bzw. erregt“. Zudem soll der Mann „die anwesenden Polizeibeamten auch provoziert“ haben. Die Ermittlungen nach der Anzeige des Mannes vom 16. Juni 2011 wegen „schwerer vorsätzlicher Körperverletzung und versuchten Totschlages“ wurden von der Staatsanwaltschaft Passau am 26. Juli 2011 eingestellt. Vor Gericht wurde 2012 die Anklage gegen den Mann wegen Widerstands gegen Vollstreckungsbeamte verhandelt. | Ermittlungen eingestellt. |
| 7. März 2011       | Am 7. März 2011 verweigerte eine Frau auf der Münchner Bahnhofswache die Herausgabe ihres Personalausweises. Ein Polizist wandte deshalb unmittelbaren Zwang an. In der Folge der Geschehnisse prallte die Frau, einem rechtsmedizinischen Gutachten nach, dreimal mit Wucht gegen einen harten Gegenstand. Nach Angaben der Frau wurde sie gegen die Wand geschleudert, gegen einen Türrahmen geschubst und in einem weiteren Raum gegen die Wand gestoßen. Nach Angaben der befragten Polizisten hat sich die Frau insgesamt körperlich zur Wehr gesetzt und ist anschließend mit dem Kopf voraus gegen die Wand gerannt. Die Ermittlungen wegen Widerstands, Körperverletzung, Strafvereitelung und Beleidigung führten zu einem Verfahren gegen die Frau, das eingestellt wurde, da „[i]hre Widerstandshandlung gegen den Polizisten […] zwar nicht vom Tisch [seien], die Schuld der Frau in der Gesamtschau aber gering“. Die Ermittlungen gegen die Polizisten waren zu diesem Zeitpunkt bereits eingestellt gewesen. Die Staatsanwaltschaft begann Ermittlungen gegen die Polizisten wegen uneidlicher Falschaussage. | Ermittlungen eingestellt. |
| 26. Mai 2011       | Am 26. Mai 2011 fuhr ein Radfahrer über eine Rot zeigende Ampel. Der damalige Rosenheimer Polizeichef zog den Mann – nach Angaben des Mannes plötzlich, nach Angaben des Polizisten nach nicht nachgekommener Aufforderung zum Halten – vom Fahrrad, wobei beide stürzen, sich leicht verletzten und Sachschaden entstand. Am 27. März 2013 forderte der Freistaat Bayern als Dienstherr des Polizisten vor dem Amtsgericht Rosenheim von dem Mann insgesamt 1355 € (davon 376 € für die Behandlungskosten, 903 € für den Dienstausfall und 76 € für einen Sachschaden) zurück. Da der Polizist unverhältnismäßig gehandelt habe, wurde die Klage abgewiesen. In der Begründung hieß es: „Hier standen die Risiken der Verfolgung einer etwaigen Ordnungswidrigkeit durch den Polizeibeamten außer Verhältnis zu deren Zweck.“ Auch habe der Radfahrer keine fahrlässige Körperverletzung begangen, da er „nicht damit rechnen [musste], dass der Polizeibeamte ihn bei voller Fahrt vom Fahrrad herunterreißt, um seine Anhaltung durchzusetzen“. | unverhältnismäßig |
| 3. September 2011  | Beim Rosenheimer Herbstfest am 3. September 2011 wurde ein Jugendlicher festgenommen, mit den Händen auf dem Rücken gefesselt und auf die Polizeiwache am Festgelände gebracht. Nachdem der Jugendliche dem Polizeichef mit einer Anzeige gedroht hatte, „verpasste“ dieser dem Jugendlichen zwei Ohrfeigen und Stöße mit dem Knie in das Gesäß. Nach Schilderung des Polizeichefs versetzte er dem Jugendlichen einen Stoß in den Rücken, sodass sich der Jugendliche auf die vor ihm stehende Bank setzte; dabei sei er mit dem Gesicht gegen die Wand hinter der Bank geprallt. Nach der Schilderung des Jugendlichen saß er bereits auf der Bank, wurde an den Schultern hochgerissen, „[…] umgedreht und mindestens dreimal mit dem Kopf gegen die Wand geschlagen […]“. Die anwesenden Polizisten bestätigten die Schilderung des Polizeichefs, die Mutter und deren Freundin die Schilderung des Jugendlichen. Ein Gutachter bestätigte, dass die Verletzungen des Jugendlichen (u. a. ein abgebrochener Schneidezahn) durch mindestens zwei Gewalteinwirkungen herrühren. Das Gutachten „[…] lasse sich, so die Sachverständigen, durchaus mit den Aussagen des Jugendlichen in Einklang bringen“. Des Weiteren „[lassen] ihre Gutachten […] den Schluss zu, dass der Polizeibeamte zumindest nicht die volle Wahrheit gesagt hat“. Der Richter sagte dazu: „Die Kammer lässt es dahingestellt, wer sich hier, milde ausgedrückt, geirrt hat.“ Der Chef der Rosenheimer Polizei wurde im November 2012 wegen vorsätzlicher Körperverletzung im Amt vor dem Landgericht Traunstein zu einer Freiheitsstrafe von 11 Monaten auf Bewährung verurteilt. Der Staatsanwalt hatte eine Bewährungsstrafe von 21 Monaten gefordert. Die Süddeutsche Zeitung betont: „Rudolf M. nahm das Urteil mit steinerner Miene entgegen, innerlich aber dürfte er aufgeatmet haben. Ein Monat mehr, und er wäre automatisch aus dem Beamtenverhältnis ausgeschieden und hätte damit auch seine Pensionsansprüche verloren.“ Gegen das Urteil legte er Revision ein. Die Revision wurde vom Bundesgerichtshof als unbegründet abgewiesen. Das Urteil ist damit rechtskräftig. Die Süddeutsche Zeitung zitiert am 3. Juli 2013 die Personalchefin der Bayerischen Polizei mit „Das Polizeipräsidium München wird Disziplinarklage gegen den Beamten erheben mit dem Ziel der Entfernung aus dem Dienst.“ Nach Berichten vom 15. Dezember 2014, urteilte das Verwaltungsgericht München, dass der Polizist seine Beamtenrechte verlieren soll. Die Berufung des Polizisten vor dem Bayerischen Verwaltungsgerichtshof blieb erfolglos. | Bewährungsstrafe |
| 25. Dezember 2011  | Am 25. Dezember 2011 geriet in Nürnberg ein Autofahrer mit einem anderen in Streit. Der Mann erhielt von der eingetroffenen Polizei einen Platzverweis, dem er nicht nachkam. Deshalb ergriffen die Polizisten den Mann, drehten seine Arme auf den Rücken, drückten seinen Oberkörper auf die Motorhaube des Polizeiwagens und fesselten ihn. Einer der Polizisten schlug nun den Mann zweimal ins Gesicht. Der Polizist wurde vom Dienst suspendiert. In der Hauptverhandlung vor dem Amtsgericht Nürnberg im Oktober 2012 zeigte er keine Einsicht der Schuld und wurde zu 18 Monaten Haft ohne Bewährung verurteilt. Der Polizist legte Berufung ein. In zweiter Instanz zeigte er Reue und erklärte, er habe in erster Instanz „aus Angst um seine Existenz“ gelogen. Das Landgericht Nürnberg-Fürth setzte die Strafe auf 11 Monate auf Bewährung herab. Als Begründung mit Verweis auf den Fall des Rosenheimer Polizeichefs sagte der Richter: „Sie dürfen nicht das abbekommen, was andere, die vielleicht noch schlimmer waren, nicht abbekommen.“ Der Polizist zahlte dem Mann freiwillig 500 € Schmerzensgeld. Seine Disziplinarbehörde beantragte vor dem Verwaltungsgericht Ansbach die Entfernung des Polizisten aus dem Dienst. Der Polizist erschien nicht zur Verhandlung und gab auch keine Stellungnahme ab, so dass das Gericht dem Antrag der Disziplinarbehörde folgte. Am 20. Mai 2015 wurde berichtet, dass die Entfernung rechtskräftig sei. | Bewährungsstrafe und Entfernung aus dem Dienst |
| 1. März 2012 u. A. | Vielfache Kontrollen eines nicht vorbestraften 27-jährigen mit Verweigerung, einen Anwalt anrufen zu dürfen, und dem Zwang, sich splitternackt auszuziehen, breitbeinig hinzustellen, zu bücken, Analnachschau, sowie der Aufforderung, vor den Augen der Beamten die Vorhaut des Penis zurückziehen. Später Ermittlungen gegen das Opfer, nachdem es Polizisten als „Staatsbimbos“ beleidigte. | Das Gericht hielt die Entkleidungs-Praxis und die gewaltsame Verhaftung für völlig unangemessen, stellte das wegen Beamtenbeleidigung angeklagte Opfer straffrei und forderte die Polizei auf, diese Praxis einzustellen. |
| 21. April 2012     | Am 21. April 2012 sprühte eine Polizistin einem Mann Pfefferspray ins Gesicht. Sie stand in einer Polizeikette und fühlte sich nach eigenen Angaben von dem Mann, der vor der Kette, mit etwa einem Meter Abstand, auf und ab ging, bedroht. Vor dem Amtsgericht Nürnberg wurde sie zu einer Geldstrafe von 120 Tagessätzen à 70 € verurteilt und vorläufig in den Innendienst versetzt. Gegen zwei weitere Polizisten wird ein Prozess auf Grund von Geschehnissen am selben Tag geführt. Gegen die Polizisten wurden vom Amtsgericht Nürnberg 12 bzw. 8 Monate Freiheitsstrafe auf Bewährung und jeweils 4000 € Geldstrafe verhängt. Sie sollen auf wehrlose Fußballfans mit Schlagstöcken (und ein Polizist auch mit der Faust) eingeschlagen haben. Gegen das Urteil legten sie Berufung ein, wie auch die Staatsanwaltschaft, der das Strafmaß zu gering war. Am 27. Juni 2014 wurden die vom Amtsgericht verhängten Strafen wegen gefährlicher Körperverletzung im Amt durch das Landgericht Nürnberg-Fürth bestätigt. | Geld- und Bewährungsstrafen |
| 27. November 2012  | Am 27. November 2012 war ein Jugendbeamter der Polizei München wegen eines Projekts in einer Münchner Schule. Da eine Schülerin einen Fünf-Euro-Schein vermisste und er auch nach einer anonymen Rückgabe-Aktion vermisst blieb, entschied sich der Jugendbeamte, als polizeiliche Maßnahme eine Leibesvisitation durchzuführen, um den vermuteten Diebstahl aufzuklären. Dazu mussten sich die Schüler im Alter von 13 bis 16 Jahren im Jungen- bzw. Mädchenklo vor Beamten bzw. Beamtinnen teilweise vollständig entkleiden, wobei sie auch teilweise im Intimbereich kontrolliert wurden. Der Bayerische Innenminister Joachim Herrmann nannte die Maßnahme „völlig überzogen, nicht verhältnismäßig und daher nicht rechtmäßig“. Da die Eltern auf einen Strafantrag verzichteten, wurde das Verfahren gegen den verantwortlichen Jugendbeamten eingestellt. | Verfahren eingestellt. |
| 1. Januar 2013     | Am Morgen des 1. Januar 2013 kam es in Wasserburg am Inn zu einer Auseinandersetzung zwischen einem Mann und Polizisten, die sich jeweils gegenseitig Körperverletzungen vorwerfen. Nach Auffassung des später urteilenden Gerichts trug sich folgendes zu: der Mann fragte einen Polizisten, warum dieser kurz zuvor einen Jugendlichen so schroff behandelt habe. Daraufhin stieg der Polizist aus dem Streifenwagen und fesselte den Mann mit Unterstützung eines weiteren Polizisten. Während des Vorgangs wurde der Kopf des Mannes gegen das Autodach geschlagen und während der Fahrt zur Polizeiwache dreimal von der Faust des Polizisten. Der Mann wurde beleidigt und in der Zelle misshandelt. Anfang November 2013 wurde bekannt, dass das Verfahren gegen den Mann eingestellt und die Staatsanwaltschaft einen Strafbefehl gegen den Polizisten beantragte. Anfang Juli 2014 wurde berichtet, dass der Richter am Amtsgericht Rosenheim dem Strafbefehl wegen der widersprüchlichen Aussagen von Zeugen und Polizisten nicht stattgab, weshalb der Sachverhalt in einer Hauptverhandlung mit sieben Verhandlungstagen bis zum 1. August 2014 geklärt werden sollte. Am 26. September 2014 berichtete die Süddeutsche Zeitung über das Urteil gegen den Polizisten: Er wurde „[…] wegen Freiheitsberaubung, gefährlicher und einfacher Körperverletzung im Amt und Beleidigung zu zehn Monaten Haft auf Bewährung sowie zu 5000 Euro Geldstrafe verurteilt“. Die Staatsanwaltschaft hatte eine Geldstrafe beantragt. Der Verteidiger des Polizisten kündigte an Rechtsmittel gegen das Urteil einzulegen. Zu den widersprüchlichen Aussagen von Zeugen und Polizisten schrieb die Süddeutsche Zeitung: In seiner Urteilsbegründung ließ das Gericht durchblicken, dass es im Verfahren […] deutliche Bemühungen mehrerer Polizisten [festgestellt habe], den wahren Sachverhalt zu verschleiern. […] Die Aussagen des Opfers und der meisten Zeugen seien glaubwürdig, sagte der Richter, und würden auch zu den Gutachten passen. Für die Einsatzberichte und Stellungnahmen der beteiligten Polizisten gelte das nicht. Er sehe zumindest in Teilen deutliche Hinweise auf Absprachen unter den Beamten, sagte Baier. Wo dies nicht der Fall sei, widersprächen sich die Entlastungszeugen, wie Baier die anderen beteiligten Polizisten bezeichnete. Er nannte zum Beispiel den Transport [des Mannes] in die Dienststelle: Der Beifahrer hatte angeblich während der Fahrt dorthin gar nichts mitbekommen, obwohl er sich problemlos hätte umdrehen können. Der Fahrer hatte dagegen durch Blicke in den Spiegel allerlei angebliche Aggressionen des Festgenommenen deutlich sehen können, die Reaktion seines Kollegen aber nicht. ‚Sehr verwunderlich‘, nannte Richter Baier diese Aussagen. In den schriftlichen Stellungnahmen über den Vorfall sei teilweise dreimal nachgebessert worden, um eine schlüssige Wahrheit zu konstruieren. | Geld- und Bewährungsstrafe |
| 20. Januar 2013    | Am 20. Januar 2013 sei nach Angaben von Reinhold Bergmann (Leiter der Pressestelle der Polizei München), wie die Süddeutsche Zeitung wiedergibt, die 23-jährige Teresa Z. zur Beruhigung in eine Zelle der Polizei München gebracht worden. Sie habe Beamte beleidigt, bespuckt und „um sich geschlagen“, woraufhin sie vom 33-jährigen Frank W. mit der Faust ins Gesicht geschlagen worden sei. Nach Angaben des Polizisten habe sie ihm einen Kopfstoß geben wollen, weshalb er in Notwehr gehandelt habe. Die anderen Polizisten würden diese Darstellung bezeugen. Die Verletzungen durch den Schlag waren eine Nasenbeinfraktur und ein Bruch der Augenhöhle. Der Anwalt von Teresa Z. soll Anzeige gegen Frank W. erstattet haben, ebenso die Polizei gegen Teresa Z. „wegen Körperverletzung, Widerstands gegen Vollstreckungsbeamte und Beleidigung“. Im Bayerischen Landtag wurde der Fall und das Thema der Polizei allgemein diskutiert. Wilhelm Schmidbauer (Polizeipräsident von München) und Joachim Herrmann (Bayrischer Innenminister) wurden für ihre Äußerungen zum Fall kritisiert. Ihnen wurde vorgeworfen, versucht zu haben Teresa Z. in ein schlechtes Licht zu rücken. Am 6. August 2013 wurde Frank W. wegen Körperverletzung im Amt zu 10 Monaten Haft auf Bewährung und zur Zahlung von 3000 € an eine gemeinnützige Einrichtung verurteilt. Der Richter sah in dem Schlag keine Notwehr. Auch der Gutachter sah mehr einen gewollten Schlag als eine Schutzhandlung. Gegen das Urteil legte Frank W. Berufung ein, die am 10. März 2014 als unbegründet verworfen wurde, sodass das Urteil rechtskräftig wurde. Außergerichtlich wurde eine Einigung über die Schmerzensgeldzahlung von der Polizei an Teresa Z. getroffen. Über die Höhe wurde Stillschweigen vereinbart. Im Mai 2014 hatte der Anwalt von Teresa Z. 17.500 € gefordert und später 8.000 € bekommen. Die Polizei prüft, ob sie das Geld von Frank W. einfordern kann. Die Suspendierung von Frank W. wurde am 16. Juli 2014 aufgehoben und er wurde in den Innendienst versetzt. Das Disziplinarverfahren wurde wieder aufgenommen und beim Verwaltungsgericht die Degradierung beantragt. Zudem steht eine fünfjährige Beförderungssperre im Raum. | Geld- und Bewährungsstrafe |
| 20. Februar 2013   | Am 20. Februar 2013 wurden zwei Männer wegen des Verdachts des Diebstahls auf die Polizeiinspektion Rosenheim gebracht. Einer der Männer sei während der Vernehmung durch einen Polizisten zweimal mit der Faust am Kopf geschlagen worden – so die Angabe des Mannes und eines anwesenden Polizisten. Ein anwesender Dolmetscher gab an keine Schläge bemerkt zu haben, der Polizist äußerte sich nicht dazu. Ein Rechtsmediziner stellte am 21. Februar keine Verletzungen fest, auch der Mann gab an, weder verletzt zu sein noch Schmerzen zu spüren. Die Staatsanwaltschaft Traunstein begann wegen Körperverletzung im Amt und Aussageerpressung zu ermitteln. Der Polizist wurde vom Dienst suspendiert. | Laufende Ermittlungen. |
| 17. März 2014      | Am 17. März 2014 war ein Mann auf der Münchner Heckenstallerstraße in einen Autounfall verwickelt. Bei der Unfallaufnahme soll er nach Angaben der Polizei aggressiv gewesen sein, die Autotüre gegen das Bein eines Polizisten geschlagen, seine Frau geschubst und einen Polizisten gewürgt haben. Dann wurde er von drei Polizisten zu Boden gebracht, mit Handschellen gefesselt und nach Angaben seiner Frau von Polizisten niedergedrückt. Ein anderer Zeuge gab an, ein Polizist habe auf dem Hals des Mannes gekniet. Der Mann kollabierte in dieser Situation und verstarb kurz darauf. Bei einer Obduktion wurde ein natürlicher Tod festgestellt. Die Familie erstattete Anzeige gegen die Polizisten. Die Staatsanwaltschaft München I und das Bayerische Landeskriminalamt führten Ermittlungen, die später, da „[…] der Tod des Geschädigten nicht die Folge unverhältnismäßigen Polizeihandelns war und von den Beamten auch nicht vermieden und vorhergesehen werden konnte“, eingestellt wurden. | Ermittlungen eingestellt. |
| 25. Juli 2014      | Am 25. Juli 2014 fuhren zwei Polizisten in ziviler Kleidung in Burghausen Streife, als sie kurz vor 18 Uhr in der Herderstraße den wegen des Verdachts des Handels mit Marihuana in nicht geringer Menge per Haftbefehl gesuchten 33-jährigen André B. sahen. Beim Versuch, den Mann festzunehmen, flüchtete dieser. Die Polizisten forderten ihn auf, stehen zu bleiben, dann gab einer der Polizisten einen Warnschuss ab und einen weiteren auf den Mann, der ihn aus einer Entfernung von 5–8 Metern im Nacken traf. Der Mann verstarb am Einsatzort. Der Polizist gab an, auf die Beine des Mannes gezielt zu haben. Die Familie des Mannes erstattete Anzeige, ihre Anwälte in der Sache sind Steffen Ufer und Erhard Frank. Seit dem 28. Juli 2014 ermittelt die Staatsanwaltschaft Traunstein gegen den Polizisten wegen fahrlässiger Tötung, die Ermittlungen führt das Bayerische Landeskriminalamt. Zudem wurde der Polizist bis zum Abschluss der Ermittlungen vom Dienst suspendiert. Im Dezember 2015 wollte die Staatsanwaltschaft entscheiden, ob sie Anklage erhebt. Ende Juli 2015 gab es seitens der Staatsanwaltschaft noch keine endgültige Entscheidung in dem Fall. Im Februar 2016 wurde bekannt, dass die Staatsanwaltschaft Traunstein das Verfahren gegen den beschuldigten Polizisten eingestellt hat, da kein Fehlverhalten erkennbar und der Einsatz der Schusswaffe durch die Vorschriften des Polizeiaufgabengesetzes gedeckt gewesen sei. Anlässlich einer Gedenkveranstaltung zum fünften Jahrestag der Erschießung veröffentlichte der ehemalige Polizeipräsident von Münster, Hubert Wimber für den Verein LEAP (Law Enforcement Against Prohibition) Deutschland eine Stellungnahme, in der der Schusswaffengebrauch als „grob unverhältnismäßig“ und „offenkundig rechtswidrig“ bezeichnet wird, die Einstellung des Verfahrens sei daher „nicht nachvollziehbar“. | Ermittlungen eingestellt. |
| 25. Juli 2019      | Am 25. Juli 2019 fand am Starnberger Gymnasium eine Abschlussfeier statt. Ein 15-Jähriger akzeptierte den Platzverweis eines Security-Mitarbeiters nicht, sodass die Polizei den Jugendlichen verhaftete. Das Vorgehen führte sofort zu teils aggressiven Protesten von rund 100 Schülern, die zur Polizeiinspektion zogen um dessen Freilassung zu fordern. Hierbei wurde einem weiteren Jugendlichen, der die Ereignisse mit seinem Handy filmte, von einem Polizisten das Handy abgenommen. Anschließend erhielt der Jugendliche durch denselben Polizeibeamten einen Schlag ins Gesicht. | Ermittlungen |

### Bayerisches Unterstützungskommando (USK)
Das Bayerische Unterstützungskommando (USK) ist eine Sondereinheit der Bayerischen Polizei.
| Datum            | Vorfall | Bewertung                  |
| ---------------- | --- | -------------------------- |
| Mai 2007         | Während des traditionellen Gottesdienstes auf dem Hohen Brendten bei Mittenwald im Mai 2007 hatten Demonstranten ein Transparent mit der Aufschrift „Faschismus ist keine Meinung, sondern ein Verbrechen“ entrollt. Da das Stören von Gottesdiensten eine Straftat darstellt, wurden sie daraufhin von Beamten des USK in Gewahrsam genommen. Anschließend mussten sich die vorübergehend Festgenommenen einer Leibesvisitation unterziehen und sich laut VVN-Aktivist Jürgen Schuh dazu nackt vor den Beamten ausziehen. Das Amtsgericht Garmisch-Partenkirchen kam zu dem Ergebnis, „dass die polizeiliche Ingewahrsamnahme… sowie die anschließende Anordnung sich im Rahmen der polizeilichen Durchsuchung vollständig zu entkleiden, rechtswidrig waren“. Das Gericht betonte aber auch, dass „man der Polizei nicht vorwerfen kann, dass sie sich in der Wahl der Mittel vergriffen hätte“, allerdings hätten die Ordnungskräfte „von verschiedenen Maßnahmen eine unverhältnismäßige gewählt“. Die Polizei erklärte, dass das Ausziehen eine gängige Handlung sei, da schon mehrfach Fälle aufgetreten waren, in denen Menschen Rasierklingen in Pobacken versteckt hätten. | Laut Gericht rechtswidrig. |
| 9. Dezember 2007 | Bei einem Fußballspiel am 9. Dezember 2007 in München nahmen Beamten des USK laut der Staatsanwaltschaft München „massive Aggressionshandlungen (…) mittels Schlagstöcken“ – nach einem Bericht der Süddeutschen Zeitung „ohne erkennbaren Grund“ – an Zuschauern vor. Die Polizei verhängte, bevor das Spiel abgepfiffen wurde, eine sog. Blocksperre, um die Fangruppen auseinanderzuhalten. Nach Öffnung des Blocks entstand ein großer Andrang am Ausgang. Dabei sei es zu den Übergriffen durch die Beamten gekommen. Die Staatsanwaltschaft spricht in ihrem Bericht von Schlägen „in unverhältnismäßiger Weise und ohne rechtfertigenden Grund mittels Schlagstöcken auf unbeteiligte Besucher, zum Teil Kinder und Frauen.“ Als Reaktion auf Presseberichte wurde das zunächst eingestellte Verfahren wieder aufgenommen, im August 2009 jedoch erneut eingestellt. Mittlerweile wurden die Ermittlungen erneut wieder aufgenommen und sollten 2010 zum zweiten Mal eingestellt werden, die Generalstaatsanwaltschaft forderte aber zuvor weitere Erklärungen zu den Videoaufnahmen des USK-Einsatzes. Diese wurden erst ein Jahr nach den Vorfällen den ermittelnden Behörden zur Verfügung gestellt und wiesen allerdings an entscheidenden Stellen Lücken auf. Die Beschuldigten konnten auf Grund mangelnder Kennzeichnung der Beamten nicht identifiziert werden. Das Ermittlungsverfahren wurde 2011 von der Generalstaatsanwaltschaft eingestellt, da „keine zuordenbaren Schläge festzustellen“ gewesen seien. | Verfahren eingestellt.     |
| 10. April 2009   | Um das unerlaubte Grillen in Bereichen des Feringasees zu unterbinden, wurde am 10. April 2009 das Unterstützungskommando angefordert. Ein Mann, bei dem eine Blutalkoholkonzentration von 0,8 Promille gemessen wurde, weigerte sich, den Polizisten seinen Ausweis zu zeigen. Ein Polizist, der versuchte, die Hosentaschen des Mannes nach dem Ausweis zu durchsuchen, wurde von diesem geschubst. Daraufhin wurde der Mann von zwei Beamten gewaltsam zu Boden gebracht, wobei die Polizisten seinen Hals an eine Bordsteinkante drückten. Der Mann leistete heftigen Widerstand und verletzte dabei zwei Beamte. Durch die Anwendung des unmittelbaren Zwangs gegen den Widerstand des Mannes erlitt dieser Prellungen am ganzen Körper und trug einen gebrochenen Finger davon. Eine Passantin wollte dem Mann zu Hilfe eilen, sie wurde von Beamten des USK des Platzes verwiesen und auch nicht als Zeugin des Vorfalls vernommen. Nach Festnahme und Blutentnahme wurde der Mann von den USK-Beamten in der Münchner Innenstadt ohne Geld und oberkörperfrei (wie auch zu Beginn der Festnahme) entlassen. Der Mann wurde wegen Widerstands und Körperverletzung zu einer Geldbuße von 1.500 Euro verurteilt. Das Verfahren gegen die Polizisten wegen des Verdachts auf Körperverletzung im Amt wurde eingestellt, da das Gericht bestätigte, dass die Anwendung des unmittelbaren Zwangs zulässig war. Nach einem Disziplinarverfahren mussten sich die Beamten bei dem Mann wegen der Vorfälle am Feringasee entschuldigen. |                            |
| 5. Juli 2009     | Am 5. Juli 2009 wurden in Gostenhof Mülltonnen angezündet, die Polizei stellte sich auf Ausschreitungen ein. Ein Mann, der nach eigenen Angaben nichts mit den Ausschreitungen zu tun hatte, saß mit seiner Gitarre in einem Park, als USK-Beamte in den Park stürmten und mit dem Schlagstock auf ihn einschlugen. Da er seine Gitarre vor sein Gesicht hielt, blieb er unverletzt, erstattete aber Anzeige, um sich seine Gitarre ersetzen zu lassen. Die Staatsanwaltschaft führte Ermittlungen wegen Körperverletzung im Amt, die aber eingestellt wurden, weil der Mann die vermummten Beamten nicht näher beschreiben konnte. |                            |
| 11. Januar 2010  | Am 11. Januar 2010 verschaffte sich das USK wegen Ruhestörung gewaltsam Zutritt zur Wohnung einer Münchner Familie, in der der Sohn geistig behindert und der Vater blind ist. Nach einer Beleidigung und dem Wurf eines Zigarettenstopfers von Seiten des Sohnes wurden Vater und Sohn am Boden fixiert, wobei sie sich jeweils verletzten. Der Vorwurf an den blinden Vater lautete, dass er beim Tasten mit den Händen einen Beamten geschubst und am Arm festgehalten haben soll. Der Vater wurde wegen Widerstands gegen die Staatsgewalt zu 225 € Geldstrafe verurteilt, die Verfahren gegen die Beamten wurden eingestellt. | Verfahren eingestellt.     |
| 10. Februar 2010 | Während eines Fußballspieles am 10. Februar 2010 in der Münchner Allianz Arena zwischen dem FC Bayern München und der Spielvereinigung Greuther Fürth kam es zwischen Fans der Spielvereinigung und dem USK zu Auseinandersetzungen. 25 Personen wurden dabei festgenommen. Laut Polizei kamen drei Busse mit „stark alkoholisierten und aggressiven Fürther Ultra-Fans“ wegen Schneefalls zu spät in München an. Diese hätten dann bereits am Eingang „ohne erkennbaren Grund mit massiver körperlicher Gewalt“ Polizisten und später, aus dem Block heraus, Polizisten und Ordner angegriffen. Holger Schwiewagner aus der Geschäftsleitung des Vereins zufolge kam es dagegen zum Vorfall, da die Polizei die bereits kontrollierten Fans noch einmal kontrollieren wollte, als die Fans schnell in ihren Block wollten. Die Fürther Fans wurden daraufhin gegen die Beamten handgreiflich, worauf die Polizei, nach Meinung von Schwiewagner, „teilweise mit unangemessener Härte“ reagierte. Es sei zum überzogenen, teilweise rücksichtslosen Einsatz von körperlicher Gewalt, zum Schlagstock- und Pfeffersprayeinsatz auch gegen Unbeteiligte gekommen. In einer offiziellen Stellungnahme verurteilte die SpVgg Greuther Fürth den Einsatz: „Die Polizei ist mit unverhältnismäßigen Mitteln gegen die Zuschauer vorgegangen“, so Holger Schwiewagner, und weiter: „Das entspricht nicht unserem Verständnis von einem fairen Umgang. Selbst Vereinsvertreter, die versuchten, die Situation zu beruhigen, seien nach dem Spiel von Beamten des Münchener Unterstützungskommandos verbal und handgreiflich angegangen worden.“ Der Fürther SPD-Kreisvorsitzende und Landtagsabgeordnete Horst Arnold hat in diesem Zusammenhang Strafanzeige gegen unbekannt wegen Körperverletzung im Amt gestellt. Die Polizei war anscheinend von dem ungewöhnlich aggressiven Auftreten der Fußballfans irritiert. So sagte ein Polizeisprecher, dass „man Ausschreitungen wie diese schon länger nicht mehr in der Allianz-Arena erlebt habe“. Etliche Ermittlungsverfahren liefen an, eine Beteiligte erklärte, sie sei vor der Toilette von einem USK-Beamten mit dem Schlagstock im Gesicht getroffen worden, eine andere Frau erzählte, ihre Töchter seien geschlagen worden; als sie protestiert habe, sei sie verhaftet worden. Ein Mann wurde nach eigenen Angaben ungerechtfertigterweise durch Beamte des USK verprügelt. Vier Polizeibeamte des USK wurden versetzt. Alle Strafverfahren wegen Körperverletzung im Amt wurden jedoch, bis auf eines, bei dem die Staatsanwaltschaft einen Strafbefehl beantragte, eingestellt. |                            |
| 15. März 2011    | Am 15. März 2011 „rebellierten“ im Münchner Tal Fußballfans und warfen Gläser in Richtung von Polizisten. Ein Fan rannte davon, wurde von einem Polizisten verfolgt und von ihm in der Sterneckerstraße zu Fall gebracht. Eine Zeugin gab an, zudem einen Tritt gegen den Oberkörper des Mannes gesehen zu haben. Der Mann sagte aus, „er habe aus den Augenwinkeln eine Fußbewegung des Polizisten in seine Richtung gesehen und einen Schmerz in seiner rechten Körperseite gespürt.“ Der Polizist bestreitet, den Mann getreten zu haben. Die von der Polizei angefertigte Videoaufnahme zeigte nicht die Festnahme des Mannes. Vor dem Amtsgericht wurde der Polizist wegen Körperverletzung im Amt zu einer Geldstrafe von 5400 € verurteilt. Im Berufungsprozess sprach das Landgericht München I den Polizisten am 15. Februar 2013 frei, da es den Tritt als nicht erwiesen ansah. Ein anderer Polizist, der im ersten Prozess zugunsten des festnehmenden Polizisten ausgesagt hatte und später wegen Falschaussage „belangt“ wurde, wollte in Berufung gehen. | Polizist freigesprochen.   |